# Neolimonia scabristyla
Neolimonia scabristyla är en tvåvingeart som först beskrevs av Alexander 1968.  Neolimonia scabristyla ingår i släktet Neolimonia och familjen småharkrankar. Inga underarter finns listade i Catalogue of Life.